# Yamaha SS
Yamaha SS-serien av snöskotrar introducerades 1969 och kom då med en 338 cm3 motor samt med en 396 cm3 motor. Snöskotrarna fick namnen SS338 och SS396. Motorerna var i grunden samma motorer som satt i Yamahas SL-serien med den skillnaden att det var olika förgasarbestyckningar. Sittdynan på SS modellerna var utan bagagefack och SS-serien skulle vara sportigare. Andra skillnader vara att SS-serien inte hade vindrutor. Både SS338 och SS396 gjordes enbart ett år.
Notering: SS338 återfinns i Yamaha Part Directory men den finns inte med i modellprogrammet från Yamaha snöskotrar för samma år.

## SS-serien år från år
- 1969 Serien introduceras med SS338 och SS396. SS396 utvecklade 36 hk. Här går källorna isär igen, Yamaha Part Directory säger att modellerna introduceras detta år medan SS inte finns med i någon broschyr från samma tid. Antagligen presenterades maskinerna detta år men såldes inte förrän året därpå.
- 1970 Yamaha SS396 introduceras enligt snöskoterbroschyrer från samma år. SS396 motorn var den samma som SL396 förutom ett G.Y.T-kit som höjde effekten från 27 hk till de 36 hk som SS396 utvecklade. Se anmärkningar på 1969 års modell, antagligen samma maskin.
- 1971 återkom SS fast nu med uppgraderad motor. Motorn var i princip samma som satt i SW443 och maskinen hette SS443. Skillnaderna mot SW443 var smalare matta, sportigare framtoning och en helt annan huv. Detta var det sista året SS fanns som modell hos Yamaha för ett väldigt långt tag. SS433-modellen detta år utvecklade 40 hk vid 6500 rpm.
- 1980 återkom än en gång SS som en modell hos Yamaha internt kallad Yamaha SS440D motorn var fortfarande en tvåcylindrig tvåtaktare med fläktkylning och 437 cm3 som utvecklade 50 hk vid 7000 varv. Förutom tvåtakt och fläktkylning hade motorn inte mycket med de gamla SS:arna att göra. Modellen var röd för året.
- 1981 Yamaha SS440E såg i princip likadan ut som året innan, en ny sits hade den dock fått.
- 1982 Yamaha SS440F var i princip samma snöskoter som året före. Man hade dock bytt färg och denna maskin var en blandning mellan silverblå och marinblå.
- 1983 Yamaha SS440G hade samma färg som förra årets modell men man hade återigen bytt sits på skotern.
- 1984 Yamaha SS440H som skulle bli den sista i serien av SS440. Färgen var svart men i övrigt små skillnader.